# Nakagawa Yoichi

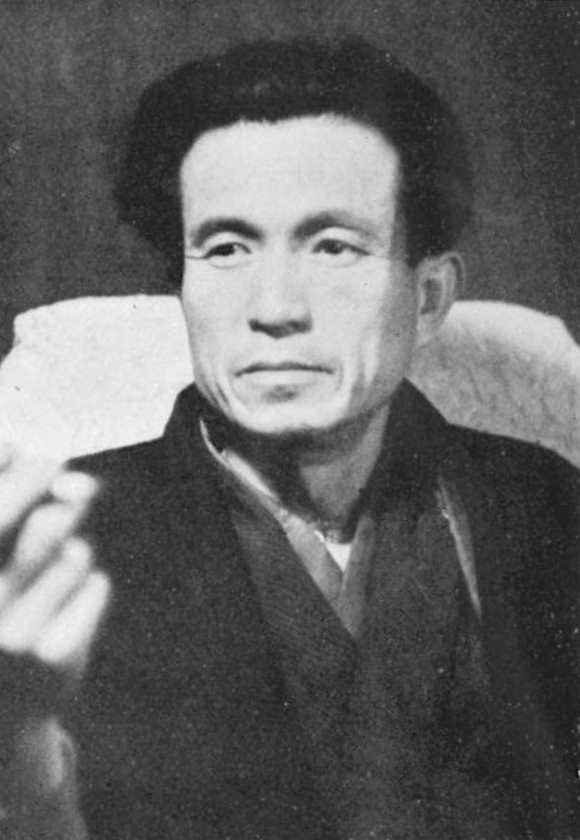
Nakagawa Yoichi

Nakagawa Yoichi (japanisch 中河 与一; geboren 28. Februar 1897 in Sakaide (Präfektur Kagawa); gestorben 12. Dezember 1994 in Tokio) war ein japanischer Schriftsteller und Dichter.

## Leben und Wirken
Nakagawa Yoichi zeigte früh Interesse an der Tanka-Poetik, verfasste in seiner Jugend Skizzen und Kurzgedichte und veröffentlichte sie im Band „Zabon“ (朱欒), „Pampelmuse“. 1918 ging er nach Tokio und begann an der Waseda-Universität ein Studium der Englischen Literatur, das er aber 1922 abbrach. Als Schriftsteller erntete er 1923 Aufmerksamkeit mit dem Buch „Aru shinkonsha“ (或る新婚者) – „Ein gewisser frisch Verheirateter“, später verkürzt zu  „Shinkonsha“ (新婚者) – „Ein frisch Verheirateter“. 1924 gründete er zusammen mit Kawabata Yasunari, Yokomitsu Riichi u. a. das Magazin „Bungei jidai“ (文芸時代).
Es folgten Bücher wie „Shishū serareta yasai“ (刺繍せられた野菜) (1924) – „Besticktes Gemüse“, „Kōru butō-ba“ (氷る舞踏場) – „Gefrorene Butō-Bühne“ (1925), womit er zur führenden Persönlichkeit der „Neosensualisten“ (新感覚派, Shinkankaku-ha) wurde. Er engagierte sich auch in kritischen Aktivitäten, wechselte aber allmählich zu einem lyrischen Stil mit Werken wie „Rō takibana“ (﨟たき花) – „Blumen im Mönchsalter“ (1933), „Ai koi mugen“  (愛恋無限) – „Liebe, unbegrenzt“ (1935 bis 1936), mit der Fortsetzung 1938, und insbesondere „Ten no yūgao“ (天の夕顔) – etwa „Abendwind am Himmel“.
Während des Zweiten Weltkriegs vertrat Nakagawa einen rassistisch geprägten Standpunkt. Nach dem Krieg erschienen „Shitsuraku no niwa“ (失楽の庭) – „Garten der Verlorenen“ (1950), „Higeki no kisetsu“ (悲劇の季節) – „Jahreszeit der Tragödie“  (1952), „Tambi no yoru“ (探美の夜) – „Schönheitssuche am Abend“ (1956 bis 1959).
Der Verlag Kadokawa Shoten gab eine Gesamtausgabe der Werke Nakagawas (中河与一全集, Nakagawa Yoichi zenshū) in 12 Bänden heraus.